# Fair Tax
Fair Tax (eller FairTax) är ett förslag på en reform av den amerikanska skattepolitiken. Förslaget går ut på att alla nuvarande federala inkomstskatter, inklusive företagsskatter, kapitalskatter, socialförsäkringsavgifter och Medicare-skatter, ersätts med en skatt på privat konsumtion, kombinerat med en form av basinkomst för låginkomsttagare för att kompensera den regressiva effekten. Argument som framhållits är att minimera byråkrati, göra skattesystemet mer transparent och mindre arbetskrävande samt minska myndigheternas insyn i medborgarnas ekonomiska aktiviteter genom deklarationen. 
Planen har presenterats i USA:s kongress som Fair Tax Act, men inte kommit upp till omröstning. 